# Дорога антрацита
«Дорога антрацита» (англ. Road of Anthracite, 1903) — американский короткометражный рекламный фильм Эдвина Портера.

## Сюжет
Фильм состоял из ряда сцен, вот некоторые из них: Фиби Сноу садится в вагон; Фиби Сноу в купе (крупный план); Фиби Сноу выходит из поезда, по-прежнему в безукоризненно белом платье.

## Характерные особенности
Этот рекламный фильм, описанный Терри Ремси, должен был показать, что путешественники на линии «Делавер — Лакаванна» не страдают от угольной копоти.

## В ролях
- Мэри Мюррей — Фиби Сноу

## Интересные факты
- Фильм снимался в Нью-Джерси, на ж /д Лэкаванна, недалеко от Патерсона
- В начале 20-го века компания Лэкаванна начала использовать только дорогие сорта антрацита, назвав себя «Дорога антрацита».
- Рекламный отдел Лэкаванны создал некоего персонажа — молодую нью-йоркскую светскую даму Фиби Сноу. Фиби — частая пассажирка Лэкаванны. Она всегда едет в Буффало, Нью-Йорк, и всегда в белом.
- На рекламе компании Лэкаванна была изображена Фиби Сноу и стихотворение, которое заканчивалось приблизительно так: «Моя одежда остается белой/С утра до вечера/На дороге антрацитов».[2]
- Именем Фиби Сноу были названы и некоторые поезда Лэкаванны.